# شارون جونسون كولمان
شارون جونسون كولمان (بالإنجليزية: Sharon J. Coleman)‏ هي قاضية ومحامية أمريكية، ولدت في 19 يوليو 1960 في شيكاغو في الولايات المتحدة.